# Campeonato Mato-Grossense 1990
In 1990 werd het 48ste Campeonato Mato-Grossense gespeeld voor voetbalclubs uit de Braziliaanse staat Mato Grosso. De competitie werd georganiseerd door de FMF en werd gespeeld van 11 februari tot 27 mei. Sinop werd kampioen. 

## Eerste toernooi

### Kwalificatie

#### Groep A
| Plaats | Club            | Wed. | W | G | V | Saldo | Ptn. |
| ------ | --------------- | ---- | - | - | - | ----- | ---- |
| 1.     | Dom Bosco       | 10   | 6 | 3 | 1 | 14:6  | 15   |
| 2.     | Vila Aurora     | 10   | 3 | 6 | 1 | 9:6   | 12   |
| 3.     | Barra do Garças | 10   | 2 | 6 | 2 | 11:10 | 10   |
| 4.     | Independente    | 10   | 1 | 6 | 3 | 4:8   | 8    |
| 5.     | União           | 10   | 0 | 8 | 2 | 6:8   | 8    |
| 6.     | Grêmio Jaciara  | 10   | 2 | 3 | 5 | 9:15  | 7    |

|  | Geplaatst voor tweede toernooi |
|  | Naar herkwalificatie           |

#### Groep B
| Plaats | Club             | Wed. | W | G | V | Saldo | Ptn. |
| ------ | ---------------- | ---- | - | - | - | ----- | ---- |
| 1.     | Mixto            | 10   | 4 | 6 | 0 | 19:9  | 14   |
| 2.     | Cáceres          | 10   | 4 | 4 | 2 | 17:7  | 12   |
| 3.     | Sinop            | 10   | 4 | 3 | 3 | 13:7  | 11   |
| 4.     | União Garimpeira | 10   | 2 | 6 | 2 | 5:10  | 10   |
| 5.     | Real             | 10   | 2 | 4 | 4 | 3:12  | 8    |
| 6.     | Litrão           | 10   | 2 | 1 | 7 | 8:20  | 5    |

|  | Geplaatst voor tweede toernooi |
|  | Naar herkwalificatie           |

### Herkwalificatie

#### Groep C
| Plaats | Club           | Wed. | W | G | V | Saldo | Ptn. |
| ------ | -------------- | ---- | - | - | - | ----- | ---- |
| 1.     | Independente   | 4    | 1 | 2 | 1 | 4:6   | 4    |
| 2.     | União          | 4    | 1 | 2 | 1 | 2:2   | 4    |
| 3.     | Grêmio Jaciara | 4    | 2 | 0 | 2 | 8:6   | 4    |

|  | Geplaatst voor tweede toernooi |

#### Groep D
| Plaats | Club             | Wed. | W | G | V | Saldo | Ptn. |
| ------ | ---------------- | ---- | - | - | - | ----- | ---- |
| 1.     | União Garimpeira | 4    | 2 | 2 | 0 | 8:5   | 6    |
| 2.     | Litrão           | 4    | 2 | 1 | 1 | 11:6  | 5    |
| 3.     | Real             | 4    | 0 | 1 | 3 | 3:11  | 1    |

|  | Geplaatst voor tweede toernooi |

#### Finale
De winnaar plaatst zich voor de finalegroep.
|               |              |       |                  |  |
| 22 april Heen | Independente | 2 – 0 | União Garimpeira |  |
| 22 april Heen |              |       |                  |  |

|                |                  |       |              |  |
| 29 april Terug | União Garimpeira | 0 – 0 | Independente |  |
| 29 april Terug |                  |       |              |  |

## Tweede toernooi

### Groep A
| Plaats | Club            | Wed. | W | G | V | Saldo | Ptn. |
| ------ | --------------- | ---- | - | - | - | ----- | ---- |
| 1.     | Dom Bosco       | 10   | 6 | 4 | 0 | 13:3  | 16   |
| 2.     | Barra do Garças | 10   | 5 | 2 | 3 | 18:8  | 12   |
| 3.     | Vila Aurora     | 10   | 0 | 2 | 8 | 4:20  | 2    |

|  | Geplaatst voor finalegroep |

### Groep B
| Plaats | Club    | Wed. | W | G | V | Saldo | Ptn. |
| ------ | ------- | ---- | - | - | - | ----- | ---- |
| 1.     | Mixto   | 10   | 4 | 4 | 2 | 13:11 | 12   |
| 2.     | Sinop   | 10   | 4 | 4 | 2 | 17:8  | 12   |
| 3.     | Cáceres | 10   | 1 | 4 | 5 | 5:20  | 6    |

|  | Geplaatst voor finalegroep                  |
|  | Geplaatst voor finalegroep als beste tweede |

## Finalegroep
| Plaats | Club         | Wed. | W | G | V | Saldo | Ptn. |
| ------ | ------------ | ---- | - | - | - | ----- | ---- |
| 1.     | Sinop        | 6    | 5 | 0 | 1 | 10:4  | 10   |
| 2.     | Dom Bosco    | 6    | 4 | 1 | 1 | 13:5  | 9    |
| 3.     | Mixto        | 6    | 1 | 2 | 3 | 9:10  | 4    |
| 4.     | Independente | 6    | 0 | 1 | 5 | 2:15  | 1    |

|  | Geplaatst voor finale |

## Kampioen
| Campeonato Mato-Grossense de 1990 |
| Mato-Grosso                       |
| --------------------------------- |
| SINOP Kampioen (1° titel)         |